# Giovanni di Nassau-Dillenburg
Giovanni di Nassau-Dillenburg (... – Wetzlar, 10 agosto 1328) fu il terzo figlio del conte Ottone I di Nassau e della moglie Agnese (m. 1303), figlia del conte Emilio IV di Leiningen-Landeck. Giovanni fu primo cugino di Adolfo, Re dei Romani.

## Biografia

### Erede di Nassau-Dillenburg
Come figlio cadetto, Giovanni fu inizialmente destinato alla carriera ecclesiastica e divenne infatti canonico della Cattedrale di Worms. Ciononostante, dopo la morte della madre avvenuta nel 1303, egli lasciò la vita clericale e contese l'eredità al fratello Enrico. Dopo una lunga disputa familiare, la contea venne divisa tra i tre fratelli ancora in vita. Il maggiore, Enrico (m. 1343), ricevette Nassau-Siegen con Ginsburg e il Westerwald; Emicho (m. 1334) ottenne Nassau-Hadamar con Hadamar, Driedorf ed Esterau. Giovanni infine ebbe per sé Nassau-Dillenburg con Herborn, Haiger e Beilstein. Un quarto fratello, Ottone (m. 1302), anch'esso canonico a Worms, era già morto al momento della spartizione.
Nel 1306, Giovanni infeudò la sua parte della contea al fratello maggiore Enrico, con il permesso del langravio Enrico I d'Assia, con l'accordo che questa porzione sarebbe stata ereditata da Enrico alla morte di Giovanni.

### Faide
L'8 novembre 1308, Giovanni venne infeudato dal Vescovo di Worms del circondario di Kalenberg; fino a quel momento, i Signori di Hachenburg-Greifenstein e quelli di Merenberg erano stati balivi della zona, ma Giovanni fu in grado di spodestarli. Ben presto, il 31 marzo 1310, Giovanni acquistò il possesso ereditario di quei territori dai Signori di Merenberg, da Harrad VII (m. 1328), ultimo erede maschio della dinastia. Questi possedimenti comprendevano anche l'amministrazione della giustizia su Nederoth e Heimau. Il conte Engelberto I di Sayn, genero dell'ultimo Signore di Hachenburg-Greifenstein raggiunse un accordo con Giovanni il 3 maggio 1325: con il permesso del fratello Enrico, Giovanni infeudò Engelberto con alcuni territori nelle contee di Dietz e Solms, che in passato erano state detenute dai Signori di Greifenstein, ed in cambio Engelberto rinunciò alle sue pretese su Kalenberg ed Herborn, divenendo Burgravio di Beilstein. 
Come il padre, Giovanni combatté una lunga ed aspra faida con la nobiltà locale, in particolare con i Signori di Dernbach e Bicken, per imporre la propria sovranità. La faida di Dernbach risaliva al 1230 circa ed era stata combattuta dal Casato di Nassau per affermare i propri diritti di proprietà sulla Marca di Herborn. Questa lotta portò Giovanni ed il fratello Enrico ad entrare in conflitto con il langravio Enrico II d'Assia, che supportava invece le pretese dei Signori di Dernbach contro gli ambiziosi Conti di Nassau; i Signori di Dernbach avevano in precedenza venduto ad Enrico II, nel 1309, il castello di Dernbach. Il 26 giugno 1312 venne siglato un trattato di pace tra il langravio Ottone I d'Assia ed i fratelli Enrico, Emicho e Giovanni di Nassau; essi si accordarono per interrompere la costruzione di castelli e fortezze ed i Nassau promisero di non ledere i diritti di cui i Signori di Dernbach e Wilnsdorf avevano goduto durante la vita del loro padre.

### Faida tra Magonza e l'Assia
Nel 1324, l'Arcivescovo di Magonza, Matthias von Bucheck, inasprì il proprio conflitto con Ottone I d'Assia; questa faida era stata inizialmente scatenata nei confronti della Bassa Assia, che era stata detenuta dal fratellastro di Ottone, Giovanni, langravio della Bassa Assia come feudatario di Magonza. Quando Giovanni della Bassa Assia morì senza figli nel 1311, i suoi domini finirono nelle mani di Ottone. Gli arcivescovi di Magonza si dichiararono contrari a questa soluzione, argomentando che, in assenza di eredi diretti, la Bassa Assia sarebbe dovuta tornare al Principato Arcivescovile.
Matthias formò quindi un'alleanza con la nobiltà dell'Assia centrale e della zona di Wetterau, tra cui la famiglia di Nassau. Il 24 marzo 1327, Giovanni venne nominato Hauptmann delle armate di Magonza e Nassau; più tardi, sempre nello stesso anno, egli sconfisse l'esercito assiano a Seibertshausen, sull'altopiano di Gladenbach. Il langravio Ottone I morì nel gennaio 1328 ed il figlio Enrico II continuò la faida; il 10 agosto 1328 Enrico II sconfisse l'esercito nemico in una battaglia a Wetzlar. Giovanni rimase ferito e morì durante la battaglia; Matthias morì quattro settimane più tardi.

## Eredità
Dal momento che Giovanni non era sposato, i suoi possedimenti vennero infine spartiti tra i fratelli che gli sopravvissero. Inizialmente, Enrico ed Emicho amministrarono Nassau-Dillenburg congiuntamente; in seguito, Emicho rinunciò ai propri diritti ed Enrico lasciò la contea al figlio maggiore, Ottone II. Nel 1343 Ottone II ereditò anche Nassau-Siegen.
Giovanni fu quindi l'unico membro della linea dinastica maggiore di Nassau-Dillenburg, mentre Ottone II fondò la linea minore di Nassau-Dillenburg; quest'ultima dinastia si estinse nel 1739, ma il ramo cadetto di Orange-Nassau ancora governa i Paesi Bassi.